# Francisco Juan de la Carrera y Elguea
Francisco Juan de la Carrera y Elguea (Santiago, Imperio español, 10 de abril de 1656-Santiago, Imperio español) fue un militar y político chileno.

## Biografía
Hijo de Juan Ignacio de la Carrera Yturgoyen y Catalina Ortiz de Elguea.

## Vida pública
Fue teniente general de Caballería y ocupó el cargo de gobernador de Valparaíso durante el gobierno de José de Garro en 1684. Además, fue alcalde y vecino encomendero de Santiago en 1685.
Heredero de los mayorazgos de su padre en España, se casó en Santiago el 5 de octubre de 1666 con Isabel de los Reyes Cassaus, nacida en Lima, Perú. Sin sucesión.